# Università di Granada

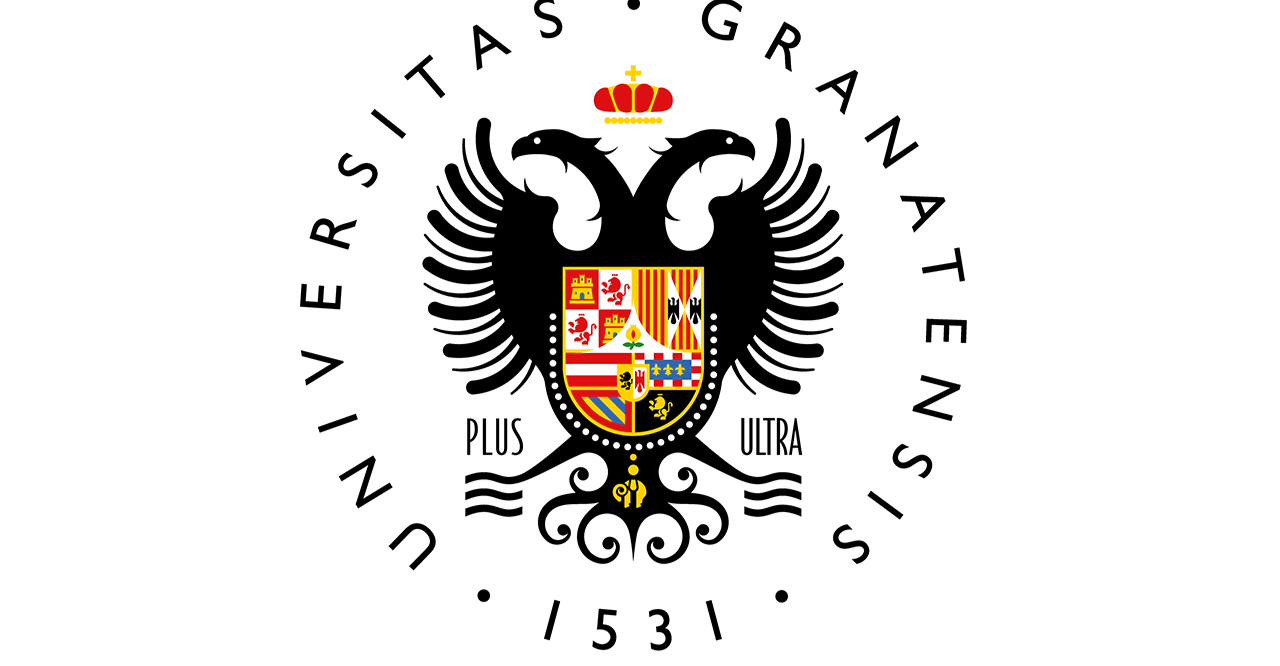
Logo dell'UGR

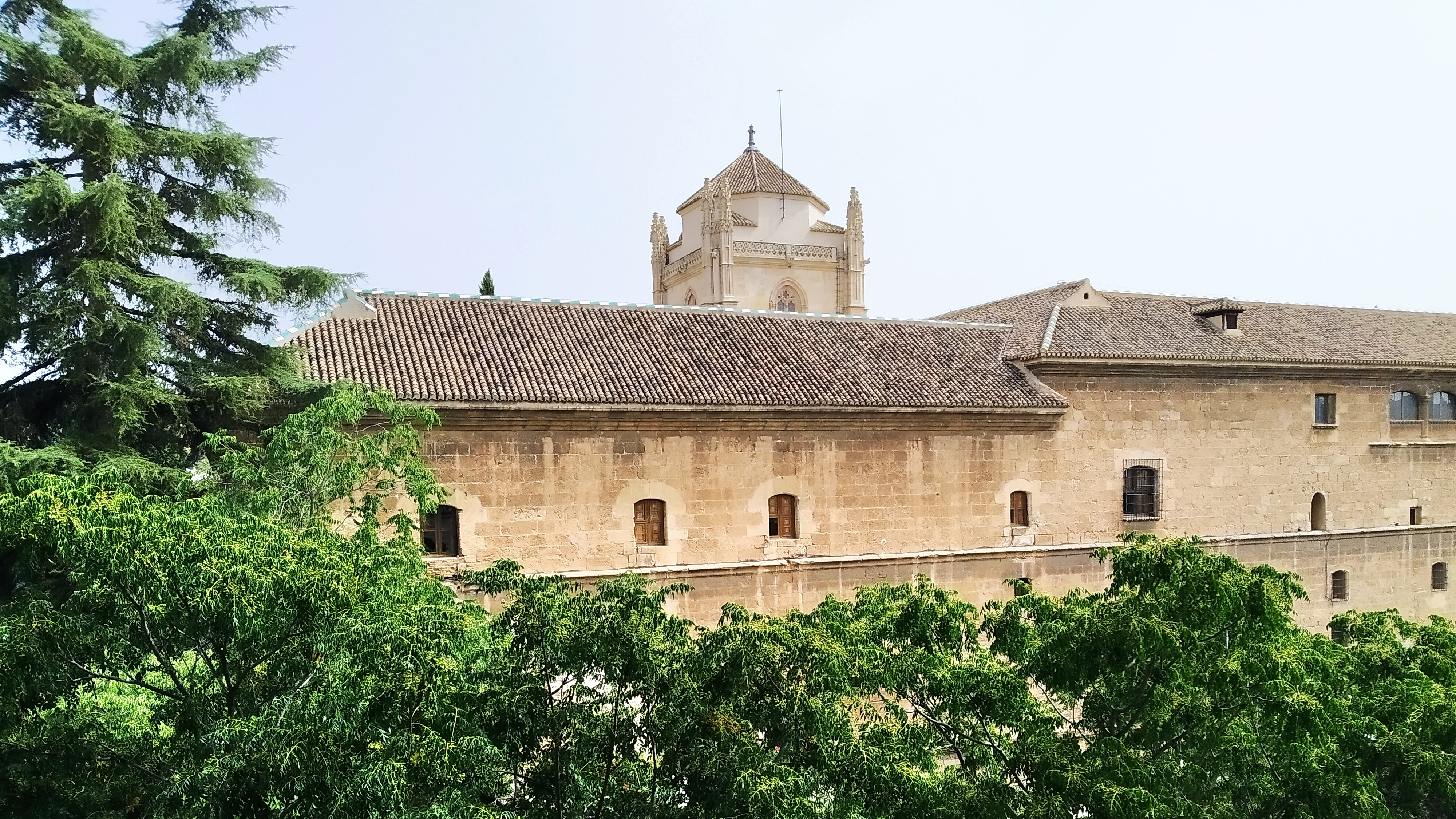
L"Ospedale Reale di Granada", storico palazzo sede del Rettorato.

L'Università di Granada (ufficialmente in spagnolo Universidad de Granada, sigla UGR) è una storica istituzione universitaria della Spagna meridionale con sede nella città di Granada, in Andalusia, che conta approssimativamente 65.000 studenti.
Circa 3.000 studenti europei ogni anno fanno di questa università la prima meta del progetto di mobilità Erasmus, il che rende questa università la destinazione più popolare. Il Centro di Lingue Moderne (CLM) dell'Università riceve più di 10.000 studenti stranieri ogni anno. Nel 2014 è stato scelta come migliore università spagnola dagli studenti internazionali. Inoltre, nello Shanghai Ranking 2023 è stata nominata seconda università migliore dell'intera Spagna, subito dopo l'Università di Barcellona, e nella Top 300 a livello mondiale per il terzo anno consecutivo.
L'Università di Granada è anche l'istituzione accademica con la più alta velocità di rete al mondo, fino a 200 Gigabit al secondo (Gbps) senza contare la velocità fornita da RedIRIS, la rete accademica spagnola integrata nella rete europea GÉANT.
La presenza di campus nelle città di Ceuta e Melilla la rende anche l'unica università europea con due campus in Africa.

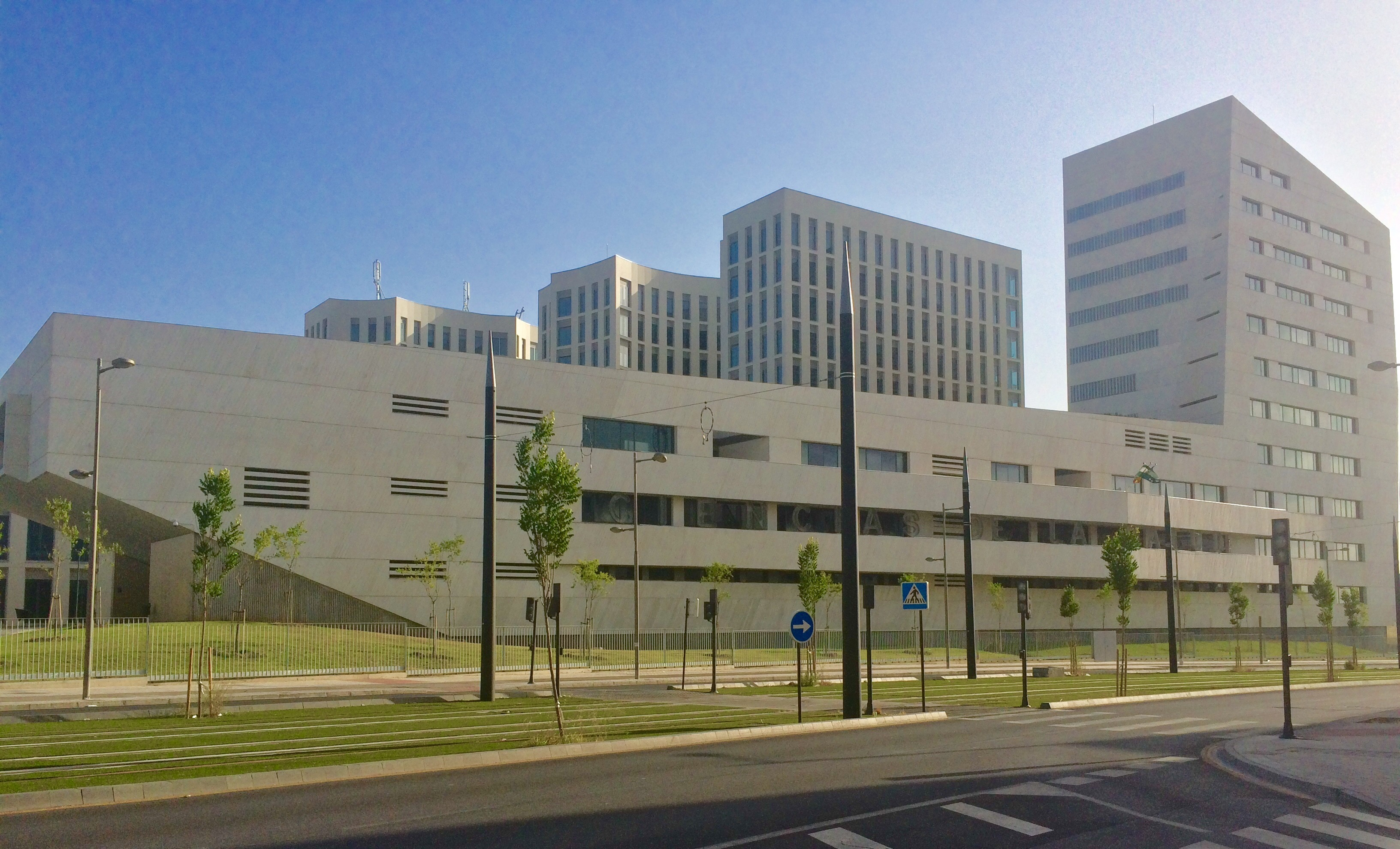
Facoltà di Scienze della Salute dell'UGR

A partire da settembre 2024, per gli assistenti e i funzionari amministrativi dell'Università di Granada entrerà in vigore la settimana lavorativa di 4 giorni in maniera sperimentale, il piano semestrale monitorerà "la sua fattibilità e la sua estensione ad altre unità organizzative". A questo proposito, il rapporto afferma che "il numero di ore lavorative settimanali" sarà rispettato e dovrà anche garantire che i servizi siano forniti dal lunedì al venerdì.

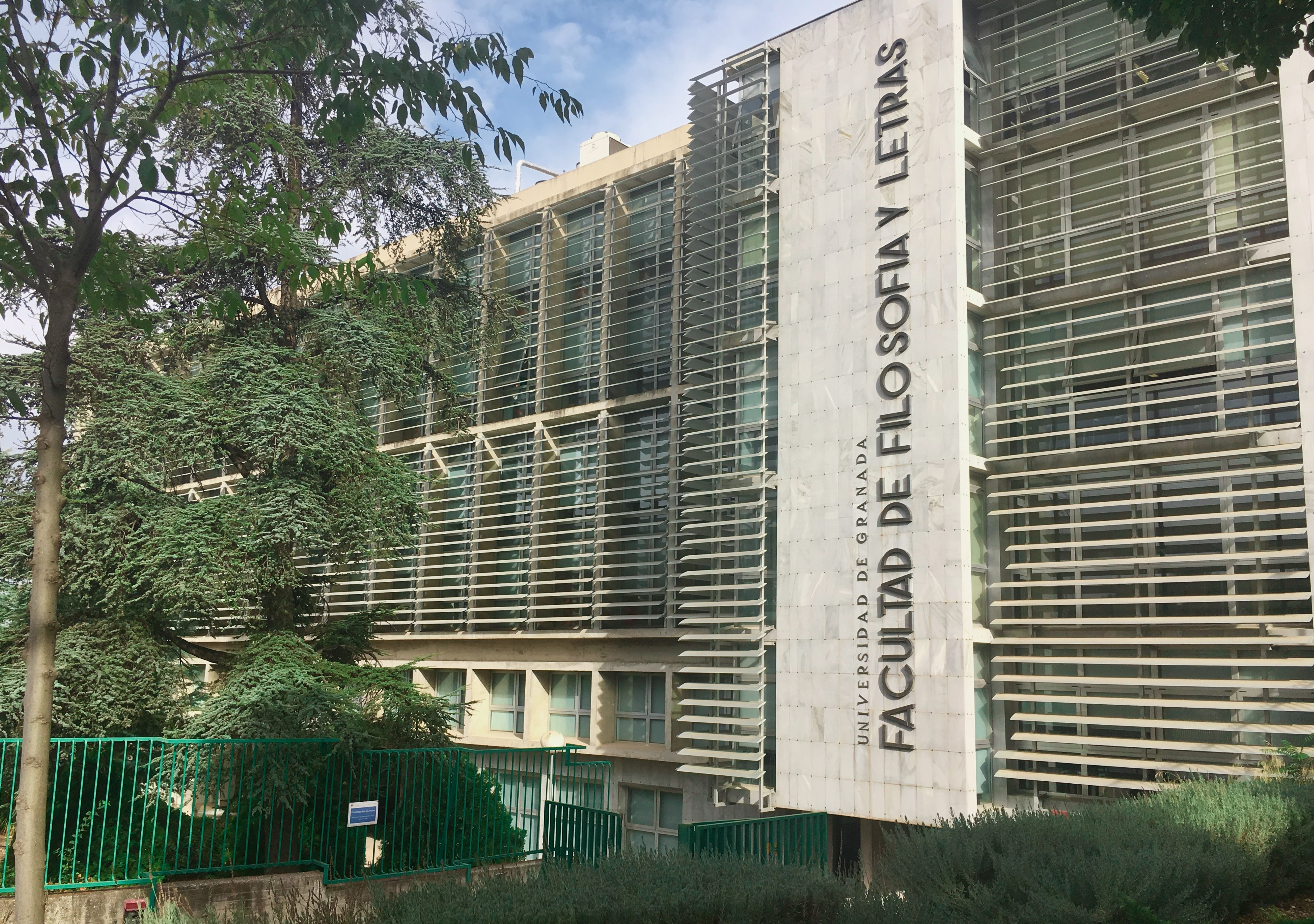
Vista laterale del Dipartimento di Filosofia e Lettere dell'UGR, situato nel campus di Cartuja

## Storia
Antica capitale del Reino Nazarí, Granada fu, nel 1492, l'ultima città della penisola iberica ad esser conquistata agli andalusi. La Corona di Castiglia anche se in un primo momento rispettò il patto di Capitulaciones con le istituzioni conquistate, dal 1499 iniziò la messa in mora di patrimoni e possedimenti. Queste impostazioni raggiunsero il massimo apice con la politica del cardinal Cisneros, fino a quando i Mori si ribellarono. Cisneros tentò di riprendere la situazione nelle sue mani provando a bruciare le biblioteche, cercando di porre fine alla cultura andalusa e costringendoli alla conversione.
Questa situazione di grande tensione e di saccheggio culturale sarà allentata dall'iniziativa politica dell'imperatore Carlo V, di re-instaurare un'università in città fondando lo Studio Colegio Imperial de San Miguel nel 1531 per l'insegnamento della logica, della filosofia, della teologia, delle arti e del diritto canonico. Venne così ufficializzato con bolla papale da Clemente VII, segnando la rinascita dell'università.

## Centro di Lingue Moderne
L'UGR ha iniziato ad ammettere studenti internazionali nel 1992, con la fondazione del Centro di Lingue Moderne (Centro de Lenguas Modernas). Nel 2009-2010, gli studenti internazionali erano circa 5.000, compresi gli studenti dell'Unione Europea che partecipavano al programma Erasmus. Il CLM ha stipulato accordi con 20 università e organizzazioni di studio estere degli Stati Uniti e del Canada per portare studenti nordamericani alla UGR, tra cui l'American Institute For Foreign Study, l'Arcadia University, International Studies Abroad e l'Università del Delaware. Il centro eroga corsi e permette il conseguimento di certificazioni di vario tipo, in particolare quelle linguistiche, riconosciute secondo il quadro comune europeo di riferimento.